# Dean Bouzanis
Dean Bouzanis (Sydney, 2 de outubro de 1990) é um futebolista profissional australiano. Jogou pelo Liverpool, como goleiro. Possui descendência grega, e chegou a defender a Seleção Grega sub-19, mas hoje defende a Seleção Australiana.